# Мамарасулов Саліджан
Саліджан Мамарасулов (1 червня 1930, село Кара-Курган, тепер Мархаматського району Андижанської області, Узбекистан — 17 січня 2005, місто Ташкент, Узбекистан) — радянський узбецький державний діяч, 1-й секретар Андижанського, Сурхандар'їнського і Ташкентського обласних комітетів КП Узбекистану, заступник голови Ради міністрів Узбецької РСР. Член Центральної Ревізійної комісії КПРС у 1981—1986 роках. Кандидат у члени ЦК КПРС у 1986—1990 роках. Член ЦК КПРС у 1990—1991 роках. Депутат Верховної Ради Узбецької РСР. Депутат Верховної Ради СРСР 10—11-го скликань. Народний депутат СРСР (1989—1991). Кандидат технічних наук (1977).

## Життєпис
У 1953 році закінчив Ташкентський інститут інженерів іригації і механізації сільського господарства, інженер-гідротехнік.
У 1953—1962 роках — інженер-проєктувальник, старший інженер, заступник начальника, начальник експедиції, заступник директора, директор проєктно-дослідного інституту «Уздіпроводгосп».
Член КПРС з 1958 року.
У 1962—1964 роках — директор проєктно-дослідного інституту «Середаздіпроводгосп».
У 1964—1965 роках — 1-й заступник міністра водного господарства Узбецької РСР — начальник головного управління водогосподарського будівництва.
20 листопада 1965 — 10 січня 1977 року — міністр меліорації і водного господарства Узбецької РСР.
10 січня 1977 — грудень 1978 року — заступник голови Ради міністрів Узбецької РСР.
У грудні 1978 — 5 серпня 1985 року — 1-й секретар Андижанського обласного комітету КП Узбекистану.
3 серпня 1985 — 2 грудня 1989 року — 1-й секретар Сурхандар'їнського обласного комітету КП Узбекистану.
28 жовтня 1989 — 19 липня 1991 року — 1-й секретар Ташкентського обласного комітету КП Узбекистану.
Одночасно у березні 1990 — липні 1991 року — голова Ташкентської обласної ради народних депутатів.
З 18 липня по вересень 1991 року — голова Центральної контрольної комісії ЦК КП Узбекистану.
З 1991 року — на пенсії в місті Ташкенті.
Помер 17 січня 2005 року.

## Нагороди
- два ордени Трудового Червоного Прапора
- ордени
- медалі